# Здравко Димитров
Вижте пояснителната страница за други личности с името Здравко Димитров.
Здравко Маринов Димитров е български актьор. Занимава се предимно с куклен театър и дублаж.

## Ранен живот
Димитров е роден на 16 октомври 1958 г. Средното си образование завършва в родния си град Балчик. През 1982 г. завършва с отличие ВИТИЗ „Кръстьо Сарафов“ със специалност Актьорско майсторство за куклен театър в класа на професор Николина Георгиева.

## Актьорска кариера
В периода 1982-1985 г. играе в театъра в Русе, през 1985-1992 г. в Пазарджик, през 1992-1995 г. в Пловдив и от 1995 г. в Столичен куклен театър. Участва в над сто постановки, включващи „Палечка“, „Пепеляшка“, „Хитър Петър“, „Синът на ковача“, „Помощникът на Дядо Мраз“, „Момче и вятър“, „Клоунът Лорети“, „Пътешествие към Африка“, „Ние, врабчетата“, „Тримата братя и златната ябълка“, „Тигърчето Петърчо“, „Шинел“, „Веселушко“, „Приказки от скъсания джоб“, „Ламята от улица „Войтешка““, „Момче и вятър“, „Тримата снежковци“, „Халифът щърк“ и други. Димитров участва в български и чуждестранни филми, а също така се снима за телевизията в редица детски предавания и реклами.

## Кариера на озвучаващ актьор
Здравко Димитров се занимава с озвучаване на филми и сериали от 90-те години. Сред известните заглавия с негово участие са поредици като „Семейство Симпсън“, „Полицейска академия“, „Футболни съпруги“, „Отвлечен“, „Футурама“, „Антураж“, „Хана Монтана“, „Майстор Мани“, „Шоуто на Скуби-Ду“ (дублаж на Александра Аудио), „Новите филми на Скуби-Ду“ и „Спондж Боб Квадратни гащи“. Между филмите с неговия глас са „Снежанка и седемте джуджета“, „Пепеляшка”, „Балто“, „Шрек“, „Каспър“, „Колите“, „Семейство Симпсън: Филмът“, „Замръзналото кралство“, „Стихии“, „Индиана Джоунс и реликвата на съдбата“ и други.

## Други дейности
През 1991 г. временно става директор на Държавен куклен театър – Пазарджик, а също така работи и като режисьор. Води театрални състави, конферира концерти и различни шоу-програми.

## Награди
Димитров е един от носителите на „Колективна актьорска награда“ за спектакъла „Хитър Петър“ на Държавен куклен театър – Пазарджик от международния фестивал „Златният делфин“ през 1987 г.
През 1995 г. печели и първата награда „Куклар“ за ролята си на Ханджията в „Момче и вятър“ на Драматичен куклен театър – Пловдив.

## Личен живот
Женен е за актрисата Василка Сугарева. Тяхна дъщеря е известната цигуларка Марина Димитрова.

## Постановки
- „Палечка“
- „Пепеляшка“
- „Хитър Петър“
- „Карлсон“
- „Хензел и Гретел“
- „Макбет“
- „Маугли“
- „Малкият принц“
- „Синът на ковача“
- „Помощникът на Дядо Мраз“
- „Момче и вятър“
- „Клоунът Лорети“
- „Пътешествие към Африка“
- „Съкровището“
- „Любовта към трите портокала“
- „Ние, врабчетата“
- „Кино-кино“
- „Тримата братя и златната ябълка“
- „Тигърчето Петърчо“
- „Шинел“
- „Веселушко“
- „Приказки от скъсания джоб“
- „Ламята от улица „Войтешка““
- „Момче и вятър“
- „Тримата снежковци“
- „Халифът щърк“
- „Приказка за коня“
- „Карнавал на животните“
- „Картини от една изложба“
- „Боризмейко“
- „В лунната стая“
- „Бяла приказка“
- „Огнивото“
- „За Слончо, Мравчо и тяхната любима“
- „Петя и вълка“

## Филмография
- „Госпожа Динозавър“ (2002) - кукловод
- „Васко да Гама от село Рупча“ (1986)
- „Столичани в повече“
- „Етажна собственост“
- „Полицаите от края на града“